# Яковяни
Яковяни, або Яковани (словац. Jakovany) — село в Словаччині, Сабинівському окрузі Пряшівського краю. Розташоване в північно-східній частині Словаччини на північних схилах Чергівських гір в долині Яковянського потока.
Уперше згадується у 1314 році.
У селі є греко—католицька церква Покрови пресятої Богородиці з 1865 року та каплиця св. Юрія з 1877 року.

## Населення
| Рік:            | 1993 | 2003    | 2013    | 2023    |
| --------------- | ---- | ------- | ------- | ------- |
| Кількість осіб: | 371  | 357     | 343     | 353     |
| Різниця:        |      | -3,77 % | -3,92 % | +2,91 % |

| Рік:            | 2022 | 2023    |
| --------------- | ---- | ------- |
| Кількість осіб: | 340  | 353     |
| Різниця:        |      | +3,82 % |

У селі проживає 345 осіб.
Національний склад населення (за даними останнього перепису населення — 2001 року):
- словаки — 100,0 %.

Склад населення за приналежністю до релігії станом на 2001 рік:
- греко-католики — 89,81 %,
- римо-католики — 9,64 %,
- православні — 0,28 %,
- протестанти — 0,28 %.